# Власть несбывшегося
Власть несбывшегося — 5-й (6-й в первом издании) том фэнтези-сериала Лабиринты Ехо авторства Макса Фрая.

## Краткое содержание
Раздвоение личности у мага – вещь крайне опасная для окружающих. Бедному сэру Максу приходится прибегать к помощи трупов. Макс вынужден научиться изощренной жестокости, очередной раз чуть не погибнуть, правда, личная жизнь…

### Возвращение Угурбадо
Сэру Максу начинают сниться странные сны. В последнем он видит себя, идущим по опустевшему Ехо, и с ним заговаривают множество мертвецов, говоря, что во всём виноват он, потому что не сообщил вовремя о том, что вернулся Угурбадо. Сэр Джуффин Халли, которому Макс рассказывает о своих снах, говорит ему, что Угурбадо был одним из старших магистров ордена Водяной Вороны, более того, он — единственный член ордена, кроме Лойсо Пондохвы, оставшийся в живых.
Макс во сне отправляется к Лойсо Пондохве, чтобы узнать у него поподробнее об Угурбадо. Лойсо рассказывает ему краткую биографию своего бывшего соратника и говорит, что у Угурбадо всегда была мечта — побывать на обратной стороне Сердца Мира. Макс передаёт его рассказ Джуффину, и тот объясняет ему, что считается, что побывавший на обратной стороне Сердца Мира или погибает, или становится невероятно могущественным. Очевидно, что с Угурбадо произошло именно второе.
Они находят Угурбадо в другом мире, и сэр Джуффин убивает его, несмотря на недобрые предчувствия Макса. Но когда они возвращаются в Ехо, Маба Калох сам приходит к Джуффину и сообщает ему, что как раз убивать Угурбадо было никак нельзя, поскольку побывавший на обратной стороне Сердца Мира становится бессмертным, и если его убить, он воскреснет в другом месте, став настолько же могущественным, как его убийца. Джуффин понимает свою ошибку, а также то, что Ехо грозит большая опасность, как и всему Миру.
Макс, Джуффин и Шурф отправляются на Тёмную сторону, где слова Макса становятся могущественными заклинаниями. Макс вызывает туда Угурбадо, и в разговоре выясняется, что тот наслал на Ехо эпидемию анавуайны — страшное древнее проклятье, смертельную болезнь, от которой умирает в среднем 80 % населения. Макс оставляет Угурбадо на Тёмной стороне неподвижным (убить он его не может, ведь тогда он приобрел бы могущество Вершителя).
Вернувшись в Мир, Макс узнаёт у сэра Махи Аинти, что остановить эпидемию можно, если убить того, кто стал её причиной, в данном случае — Угурбадо. Макс с Джуффином приходят к выводу, что у них всё же есть способ уничтожить Угурбадо. Джуффин оживляет несколько умерших от Анавуайны, и Макс проносит их на тёмную сторону, где приказывает им убить Угурбадо. После этого он воскресает, но сам же умирает от той же болезни, и эпидемия в Ехо прекращается. Потери значительны, но не столь огромны, как могли бы быть.
Макс возвращается в Ехо. Оказывается, что из-за разного течения времени в Мире и на Тёмной стороне и в разных мирах, в Ехо прошло уже полгода. Последствия эпидемии уже ликвидированы. Но ещё Макс узнаёт, что во время эпидемии леди Теххи, испугавшись возможной смерти от этой болезни, покинула Ехо. А он знал, что ей, как и всем детям Лойсо Пондохвы, нельзя покидать пределов Угуланда — это означает для неё превращение в призрака. Он очень тяжело переживает этот момент.

### Гугландские топи
Однажды утром Мелифаро приходит на службу в ужасном настроении и рассказывает, что ночью к нему приходил призрак Джубы Чебобарго (см. повесть «Джуба Чебобарго и другие милые люди» 1-го тома серии). Призрак вёл себя крайне непристойно, и Мелифаро сгоряча испепелил его на месте, потом уже поняв, что неплохо было бы узнать, откуда он взялся.
Мелифаро отправляется в канцелярию скорой расправы, чтобы узнать об обстоятельствах смерти заключённого тюрьмы Нунды Джубы Чебобарго. И там он находит информацию о множестве смертей и побегов заключённых за последнее время. Каждый случай в отдельности ничем не замечателен, если бы не их количество.
Сэр Джуффин отправляет Макса и Нумминориха в Гугланд, в Нунду, разобраться, что там происходит. Они приезжают туда гораздо раньше, чем их ждали, застав таким образом коменданта практически неподготовившимся к инспекции. В ходе тайного расследования сыщики выясняют, что виной всем бедам орден Долгого Пути (см. повесть «Волонтёры Вечности» 2-го тома серии), которому орденом Семилистника была выделена резиденция по соседству с Нундой.
В разговоре с магистром Нанкой Ёком Макс узнаёт, что после путешествия по тропам мёртвых членам ордена необходима человеческая кровь для поддержания своего существования, и они решили воспользоваться наличием под боком преступников, дескать, они и так провинились.
Макс не находит лучшего способа, чем переправить весь орден в другой мир, причём этим миром оказывается тот, в котором он родился. Он понимает, что это далеко не лучший вариант, но другого выхода из ситуации не видит.
Вернувшись обратно в Нунду, Макс решает разделаться с комендантом, который всё знал и спокойно сотрудничал с орденом, хотя тем это было совсем не нужно. Подчинив коменданта себе с помощью смертного шара, Макс приказывает ему отправиться на болота, что означает верную гибель в трясине. Однако после этого он и сам сбивается с дороги и чуть не погибает в болоте. Когда же он приходит в себя, то видит рядом с собой буривуха. Оказывается, что это не буривух, а леди Меламори, за время жизни на Арварохе научившаяся во сне превращаться в буривуха и прилетевшая вытащить его из болота, в котором он чуть было не утонул. И каким-то чудом ей удаётся переместиться в Гугланд — уже не во сне в обличье буривуха, а наяву, в своём теле. Через два дня их находит лесной гном по просьбе шерифа ближайшего города, к которому обратился Нумминорих, потерявший Макса. Все трое возвращаются в Ехо, и леди Меламори возвращается в Тайный Сыск.